# Mike Gambit
Mike Gambit (ou plus précisément Michael Gambit) est un personnage de fiction de la série Chapeau melon et bottes de cuir, interprété par Gareth Hunt.
Gambit est le premier partenaire masculin de John Steed depuis David Keel et Martin King, quinze ans auparavant. En tant qu’« homme d'action », Gambit agit en lien avec Steed et Purdey, chargé de protéger leurs collègues.
Le personnage de Gambit est entouré d'un halo de mystère ; très peu de choses sont précisées sur sa vie privée. On sait uniquement qu'il vit dans un appartement à l'architecture moderne et qu'il a un passé d'agent secret. On découvre dans l'épisode "Château de cartes" qu'il est ceinture noire de karaté (son instructeur, agent ennemi dormant, essaie de le tuer). Très attiré par Purdey, il lui arrive de flirter avec elle au cours de leurs aventures.

## Sources
- (en) Sur theavengers.tv
- (en) Sur un site de fan